# Клерухія

Мапа Афінської держави напередодні Пелопоннеської війни, 431 до н. е.

Клерухії (грец. κληρουχία) — давньогрецькі військово-землеробські поселення, що зазвичай виводились на територію підлеглих або союзних держав.
Головними завданнями клерухій були забезпечення власним господарством безземельних громадян та здійснення військово-політичного контролю над союзниками. Найбільше число клерухій створювалося афінянами. Перша клерухія була заснована на о. Саламін близько 570 до н. е.. Дуже багато їх було створено під час існування Делосського союзу. При цьому клерухи залишалися афінськими громадянами.
Клерухії викликали незадоволення союзників, і до часу Другого Афінського морського союзу афіняни були змушені від них відмовитися.